# Глухий ретрофлексний фрикативний
Глухий ретрофлексний фрикативний — приголосний звук, що існує в деяких мовах. У Міжнародному фонетичному алфавіті записується як ⟨ʂ⟩ («s» із загнутим праворуч гачком). Твердий шиплячий приголосний, фрикатив. В українській мові цей звук передається на письмі літерою ш. Найтвердіший у ряду шиплячих фрикативів /ɕ/—/ʃ/—/ʂ/.
Деякі науковці для позначення цього звуку використовують символ глухого заясенного фрикатива /ʃ/. В таких випадках, власне глухий заясенний  фрикатив записують як /ʃʲ/.

## Назва
- Глухий ретрофлексний фрикатив  (англ. Voiceless retroflex fricative)
- Глухий ретрофлексний фрикатив
- Глухий ретрофлексний фрикатив-сибілянт (англ. Voiceless retroflex sibilant fricative)

## Властивості
Властивості глухого ретрофлексного фрикативного:
- Тип фонації — глуха, тобто цей звук вимовляється без вібрації голосових зв'язок.
- Спосіб творення — фрикативний, тобто один артикулятор наближається до іншого, утворюючи вузьку щілину, що спричиняє турбулентність.
- Спосіб творення — сибілянтний фрикативний, тобто повітря скеровується по жолобку на спинці язика за місцем творення на гострий кінець зубів, що спричиняє високочастотну турбулентність.
- Місце творення — ретрофлексне, що прототипічно означає, що кінчик язика загинається вгору до твердого піднебіння.
- Це ротовий приголосний, тобто повітря виходить крізь рот.
- Це центральний приголосний, тобто повітря проходить над центральною частиною язика, а не по боках.
- Механізм передачі повітря — егресивний легеневий, тобто під час артикуляції повітря виштовхується крізь голосовий тракт з легенів, а не з гортані, чи з рота.

## Приклади
| Мова                  | Мова                  | Слово      | МФА          | Значення | Примітки                             |
| --------------------- | --------------------- | ---------- | ------------ | -------- | ------------------------------------ |
| абхазька              | абхазька              | амш        | [amʂ]        | день     | Див. абхазька фонетика               |
| адигейська            | адигейська            | пшъашъэ    | [pʂ̻aːʂ̻a]     | дівчина  |                                      |
| в'єтнамська (Південь) | в'єтнамська (Південь) | sữa        | [ʂɨə˧ˀ˥]     | молоко   | Див. в'єтнамська фонетика            |
| гінді                 | гінді                 | ऋषि         | [rɪʂi]       | мудрець  |                                      |
| китайська             | китайська             | 石 / shí   | [ʂ̻ɻ̩˧˥]       | камінь   | Див. Mandarin фонетика               |
| маратхі               | маратхі               | ऋषि         | [ruʂi]       | мудрець  |                                      |
| нижньолужицька        | нижньолужицька        | glažk      | [ˈɡläʂk]     | скло     | Див. нижньолужицька фонетика         |
| норвезька             | норвезька             | forsamling | [fɔˈʂɑmːlɪŋ] | зібрання | Алофон /ɾs/. Див. норвезька фонетика |
| польська              | польська              | szum       | [ʂ̻um]        | шум      | Див. польська фонетика               |
| російська             | російська             | шут        | [ʂut̪]        | блазень  | Див. російська фонетика              |
| румунська (Молдова)   | румунська (Молдова)   | șură       | [ʂurə]       | комора   | Див. румунська фонетика              |
| санскрит              | санскрит              | ऋषि         | [r̩ʂi]        | мудрець  |                                      |
| сербська              | сербська              | шума       | [ʂûmä]       | ліс      | Див. сербська фонетика.              |
| словацька             | словацька             | šatka      | [ˈʂatka]     | хустка   |                                      |
| тамільська            | тамільська            | கஷ்டம்       | [kəʂʈəm]     | складний |                                      |
| українська            | українська            | шахи       | [ˈʂɑxɪ]      | —        | Див. українська фонетика             |
| шведська              | шведська              | fors       | [fɔʂ]        | пороги   | Алофон /rs/. Див. шведська фонетика  |